# ورزشکاه آسترا
ورزشکاه آسترا (به لاتین: Astra Stadium) یک ورزشگاه فوتبال در رومانی است که در پلویشت واقع شده‌است.